# Veraguas (tỉnh)

Vị trí tỉnh Veraguas ở Panama

Veraguas là một tỉnh của Panama. Tỉnh lỵ là thành phố Santiago de Veraguas.
Tỉnh này được chia thành 12 huyện.
Huyện (huyện lỵ)
1. Atalaya (huyện) (Atalaya)
2. Calobre (huyện) (Calobre)
3. Cañazas (huyện) (Cañazas)
4. La Mesa (huyện) (La Mesa)
5. Las Palmas (huyện) (Las Palmas)
6. Montijo (huyện) (Montijo)
7. Río de Jesús (huyện) (Río de Jesús)
8. San Francisco (huyện) (San Francisco)
9. Santa Fé (huyện) (Santa Fé)
10. Santiago District, Veraguas (Santiago de Veraguas)
11. Soná District, Veraguas (Enrique Arosemena)
12. Mariato (huyện) (Mariato)

Tỉnh Veraguas nằm ở tây trung bộ Panama. Diện tích là 10.677,2 km² và dân số năm 2004 là 222.382 người.